# Afiq Noor
Afiq Noor (* 25. Dezember 1993 in Singapur), mit vollständigen Namen Muhammad Afiq Bin Mat Noor, ist ein singapurischer Fußballspieler.

## Karriere
Afiq Noor stand von 2013 bis 2015 bei den Young Lions unter Vertrag. Die Young Lions sind eine U23-Mannschaft, die 2002 gegründet wurde. In der Elf spielen U23-Nationalspieler und auch Perspektivspieler. Ihnen soll die Möglichkeit gegeben werden, Spielpraxis in der ersten Liga, der S. League, zu sammeln. Für die Lions absolvierte er 51 Erstligaspiele. 2016 wechselte er zum Ligakonkurrenten Hougang United. Hier stand er bis Ende 2017 unter Vertrag und spielte 25-mal in der ersten Liga. Wo er 2018 gespielt hat, ist unbekannt. Anfang 2019 nahm ihn sein ehemaliger Verein Hougang United wieder unter Vertrag. Am 19. November 2022 stand er mit Hougang im Finale des Singapore Cup. Das Finale gegen die Tampines Rovers gewann man mit 3:2.

## Erfolge
Hougang United
- Singapore Cupsieger: 2022